# Mohamed Nessis
Mohamed Nessis (en arabe : محمد نصيص), né le 7 juin 1996 à Kénitra (Maroc), est un joueur de futsal international marocain.

## Biographie

### Carrière en club
Mohamed Nessis naît à Kénitra et commence le futsal au Dina Kénitra FC (DFKC) en 2015 avant de rejoindre le Dynamo Kénitra (ACDK) où il n'y reste qu'une seule saison et avec qui il réalise le doublé, championnat et Coupe du Trône. Puis en 2018 son coéquipier Otmane Boumezou, il quitte l'ACDK pour s'engager avec le Feth Settat (CFSS) avec qui il remporte deux fois le championnat national et également la Coupe du Trône à deux reprises.
En 2020, toujours en compagnie de Boumezou, il s'engage avec le Chabab Mohammédia (SCCM) qui vient d'être fondé après la fusion par absorption de l'Athletico Kénitra.  Par la même occasion, Mohamed et ses coéquipiers s'offrent la Coupe du Trône (saison 2019-2020) aux dépens du Faucon d'Agadir, mais échouent en finale face au Loukkous Ksar El Kebir (CLKK) lors de l'édition suivante (2020-2021). Finale disputée à Laâyoune le 29 mai 2022.

### Carrière internationale
Gardien réserve, il est sélectionné à plusieurs reprises par le sélectionneur Hicham Dguig pour pallier la doublure d'Abdelkrim Anbia et Reda Khiyari.
En décembre 2018, il figure sur la liste des joueurs avec lesquels il atteint la finale du Tournoi international de Chine au profit de la Roumanie,,, mais également sur celle qui remporte le Tournoi international en Croatie en mars 2020 à Poreč,.
En décembre 2022, le Maroc reçoit la Lettonie pour deux matchs amicaux. Mohamed Nessis honore alors ses premières minutes lors du match retour qui voit le Maroc s'imposer (7-2).
Hicham Dguig le convoque pour participer à un tournoi international organisé par la FRMF du 13 au 18 avril 2023 et qui voit la participation de la France, la Croatie et le Japon. Mais le portier ne participe à aucune rencontre.
Il est convoqué par Hicham Dguig pour la Coupe arabe qui se tient à Djeddah du 6 au 16 juin 2023 qui voit le Maroc triompher pour la 3e fois. Bien que dans le groupe en tant que 3e gardien, Nessis ne dispute aucune rencontre du tournoi.

## Statistiques

### En sélection marocaine
Le tableau suivant liste les rencontres de l'équipe du Maroc auxquelles Mohamed Nessis a pris part depuis le 21 décembre 2022 :

## Palmarès

### En sélection
| SCC Mohammédia (4)                                                                                          | Équipe du Maroc de futsal (4) |
| --- | --- |
| - Championnat du Maroc (3) : - Champion : 2021, 2022 et 2023 - Coupe du Trône (1) : - Vainqueur : 2019-2020 | - Coupe arabe des nations (1) - Champion : 2023 - Tournoi international de Changshu - Finaliste : 2018 - Tournoi international de Poreč (1) - Vainqueur : 2020 - Tournoi international de Rabat (1) - Vainqueur : 2023, - Tournoi international de Croatie (1) - Vainqueur : 2023 |